# Visco (entreprise)
Pour la ville italienne, voir Visco.
Visco Corporation (株式会社ビスコ) est une entreprise japonaise qui exerce son activité dans le domaine du développement et de la commercialisation de jeux vidéo et de système d'arcade, située dans l'arrondissement de Kita-ku à Kyoto, et fondée en 1982 par Tetsuo Akiyama (秋山　哲雄, Akiyama Tetsuo). L'entreprise est officiellement constituée en société le 8 août 1983, sous l’appellation Visco, à Kanamecho, Toshima, à Tokyo au Japon.
En 2020, Visco Corporation a été rachetée par PixelHeart, qui détient désormais l'intégralité du catalogue de jeux, permettant la création de nouveaux portages ainsi que le développement de nouveaux jeux basés sur leurs licences.

## Historique
Visco est fondée en 1982, puis constituée en entreprise en 1983. Visco développe à l'origine des jeux vidéo pour plusieurs plates-formes notamment en arcade et sur NES, ainsi que sur Nintendo 64 et Neo-Geo. Visco a également collaboré avec Seta et Sammy au développement du système d’arcade System SSV (Sammy, Seta, Visco). La production du système a perduré jusqu'à ce que Sammy fusionne avec la société de jeux vidéo Sega pour devenir Sega Sammy Holdings en 2004, alors que Aruze, la société mère de Seta annonce en décembre 2008 que Seta fermera ses portes après 23 ans d'existence. Par conséquent, la production du SSV est stoppée. En 2008, Visco a commencé à fabriquer des machines à sous pour les casinos principalement dans les régions du Sud-Est asiatique.

## Jeux développés
- Andro Dunos
- Bang Bang Buster
- Bang Bead
- Bass Rush: ECOGEAR PowerWorm Championship
- Battle Flip Shot
- Breaker's
- Mega Twins
- Galmedes
- Ganryu
- Great Boxing: Rush Up
- Goal! Goal! Goal!
- Neo Drift Out
- Puzzle De Pon!
- Puzzle De Pon! R
- Super Drift Out
- Vasara
- Vasara 2
- Wardner